# Бузгантепа
Бузгантепа (узб. Boʻzgontepa) — археологический памятник I—XVI вв. Представляет собой цитадель, военный форпост на границе Чача, возникший на месте неукреплённого поселения культуры Каунчи.
Входит в список «Объектов материального культурного наследия Узбекистана республиканского значения».

## Расположение
Находится на восточной границе Ташкента, на правом берегу Чирчика в урочище Чингельды, сейчас посёлок Дурмень Ташкентской области.

## Характеристика
Относится наряду с Таукаттепой к одинаковому типу неукреплённого поселения с мощной цитаделью. Ранее до начала застройки местности и распахивания земли под посевы городище занимало территорию размером 900 на 100 метров. Площадь цитадели 60 на 30 метров при высоте 17 метров. Толщина культурного слоя достигает 17 метров. Нижний слой состоит из небольшой прослойки твёрдого грунта с включениями гальки, над которым находится зольно-органический слой, эти слои не содержат архитектурных остатков. Размер нижнего слоя составляет около 3,5 метров и он полностью идентичен отложениям нижнего горизонта Кугаиттепы. Здесь также были найдены сосуды ручной работы в основном состоящие из хумов, кувшинов, кружек, фляг, горшков, котлов, тагоры, крышек с пальцевым орнаментом, жаровен. Небольшое отличие от находок Кугаиттепы представляют только горшок необычной формы с красноангобированной и слегка залощённой поверхностью, сходный с сосудами курганных захоронений Ташкентской области, и два фрагмента кувшинов, произведённых на гончарном круге. 
Средний слой представлен мощным сырцовым строительным комплексом, оборонного назначения. Кирпичная стена неясной ширины, находящаяся на подушке из плотного грунта с примесью галечника, характерного для побережья Чирчика, дополнительно креплённая снаружи стеной из пахсы. Впоследствии снаружи были возведёны ещё две стены по 1,5 метра шириной, одна вплотную к стене из пахсы, а вторая на расстоянии 3 метров. Эти стены образовывали коридор-ловушку вдоль стен цитадели. Все три этапа строительства укреплений относятся к среднему слою. В этом слое были найдены лепные кувшины с разнообразными формами закраин и ручек,  кухонные котлы, на некоторых из которых есть изображение креста на днище, крышки и кружки, типичные для комплекса Каунчи II. Строения среднего слоя находятся под сырцовым завалом и большим наплывом, выше которого находится верхний горизонт цитадели, который был связан со зданием из нескольких помещений, остатки которого находятся на поверхности под слоем дёрна, по наличию обгорелого слоя, можно сделать вывод, что прекращение его существования было связано с пожаром. В верхнем слое найден в значительном количестве керамический материал, относящийся к XI—XVI вв. 
Поселение земледельцев, носителей культуры Каунчи, существовало на этом месте с I по III вв. В III веке из сырцового кирпича была возведена цитадель, превратившая поселение в фортификационное сооружение. Впоследствии, в VI—VIII вв цитадель превратилась в крепостной форпост Чача, который был дополнительно усилен выносными стенами. Форпост служил военным лагерем на границе с кочевой степью, проходившей вдоль русла Чирчика, прикрывающим столицу Чача с северо-востока. Разрушен во время арабского нашествия в первой трети VIII века. В X—XIII вв восстановлен, как форпост столицы Чача Бинкета, упоминается в арабских источниках под названием Джабгукет. Играл важное значение как перевалочный пункт на северном торговом пути. Был вновь разрушен в XIII веке в результате монгольского нашествия. Вновь восстановлен в XV веке в эпоху Тамерлана и Тимуридов, в этот период также играл существенную роль как сторожевой пост на торговом пути. С XVI века находился в заброшенном виде.

### Современное состояние
В 2022 году, во время инспектирования археологического памятника, было выявлено незаконное строительство на его территории. Было возбуждено уголовное дело по статье 132 «Уничтожение, разрушение, порча объектов материального культурного наследия» и статье 205 «Злоупотребление властью или должностными полномочиями» УК Узбекистана. Нанесённый ущерб был оценён в 5,6 миллиарда сумов (около 515 тысяч долларов США).

## История открытия и изучения
Памятник был отмечен в 1949 году И. Баишевым и М. Е. Массоном. Раскопки производились в 1978—1979 годах Ташкентской археологической экспедицией (И. А. Ахраров, У. Алимов).